# Eriophora transmarina
Eriophora transmarina är en spindelart som först beskrevs av Eugen von Keyserling 1865.  Eriophora transmarina ingår i släktet Eriophora och familjen hjulspindlar. Inga underarter finns listade i Catalogue of Life.